# 汤修慧
汤修慧（1890年—1986年），别署慧子，女，江苏吴县人，生于浙江杭州，中国报刊活动家，五四时期报人，邵飘萍之妻。毕业于浙江省立女子师范学校。后期《京报》社长。1986年，病逝于北京《京报》旧址。

## 生平
1949年后，汤修慧留居北京，作为爱国民主人士由宣武区政协社会界别联系，参加各种时政报告会等活动。二度写信给市委书记兼市长彭真要求《京报》复刊。北京市人民政府将《京报》馆发还给她。她就一直居住在原京报馆里至逝世。八十年代北京市政府重新安葬邵飘萍遗骨，民政部正式发文追认邵为革命烈士，报纸上也几次发表文化新闻界人士怀念邵飘萍的文章。